# Nobelova cena za mír

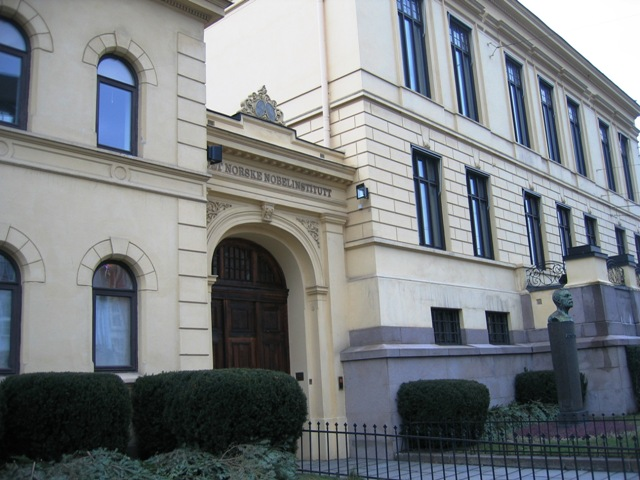
Norský Nobelův institut na osloské ulici Henrika Ibsena

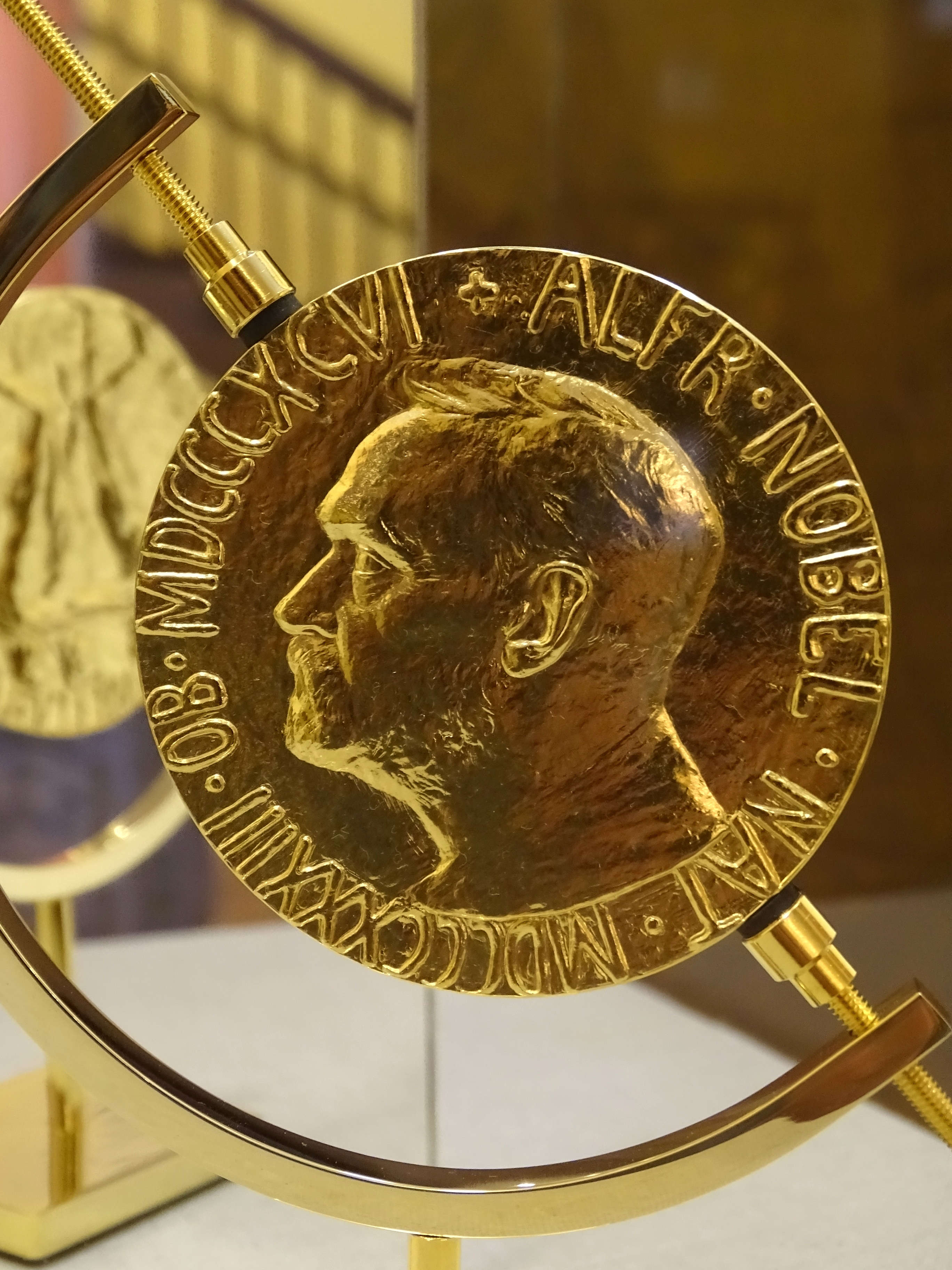
Medaile s podobiznou Alfreda Nobela, jejímž příjemcem se v roce 2002 stal Jimmy Carter

Nobelova cena míru je jedna z pěti Nobelových cen, která je udělována osobě nebo organizaci (což cenu míru činí výjimečnou), která „vykonala nejvíce pro bratrství mezi národy, zrušení nebo zmenšení existujících armád či pořádání a propagaci mírových kongresů“. Na rozdíl od ostatních Nobelových cen ji neuděluje švédská Akademie věd, ale Nobelův výbor jmenovaný norským parlamentem.
Z obyvatel českých zemí Nobelovou cenou za mír zatím nikdo oceněn nebyl. Pražská rodačka Bertha von Suttnerová pobývala trvale v českých zemích jen třináct let, proto se k českým laureátům nezařazuje. První československý prezident Tomáš Garrigue Masaryk byl nominován celkem sedmnáctkrát, oceněn však nebyl nikdy. Nominaci dále obdržel například Rudolf Vrba, Edvard Beneš, Čeněk Slepánek, Josef Lukl Hromádka, Václav Havel či Jiří Hájek.

## Kontroverze

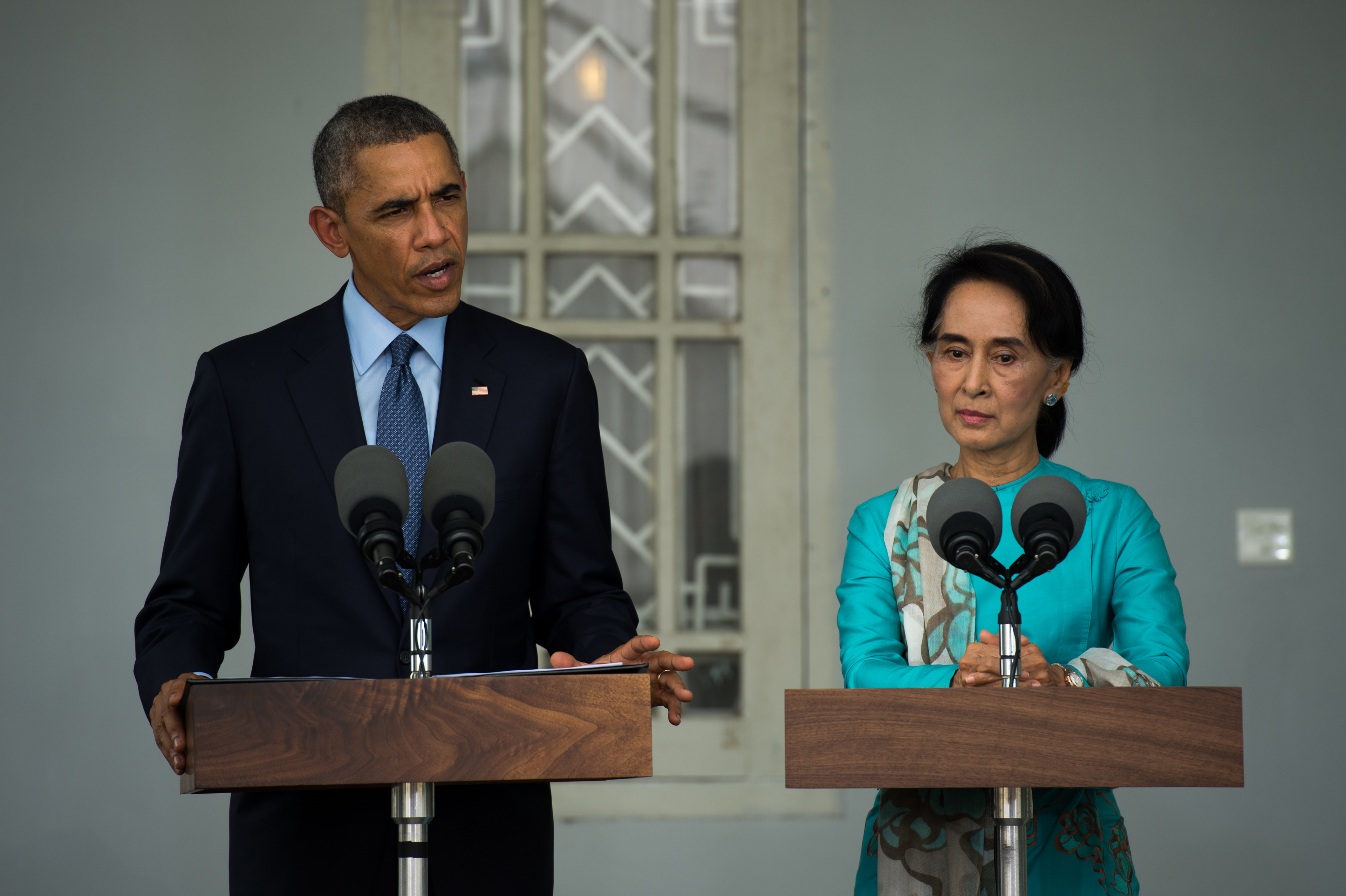
Barack Obama a Aun Schan Su Ťij

V roce 1994 po ocenění Jásira Arafata, palestinského politika podezřelého ze spolupráce s teroristy, na protest proti tomuto odstoupila třetina členů výboru, který ceny uděluje. Své odpůrce měl v roce 1973 americký poradce pro národní bezpečnost Henry Kissinger za diplomatické jednání ve válce ve Vietnamu (zejména po odtajnění Pentagon Papers). Vlažné přijetí se v roce 2009 dostalo Baracku Obamovi, kdy média diskutovala o výsledcích, které za sebou americký prezident měl v době, kdy cenu obdržel. Na začátku února 2012 členové výboru pro udělování ceny za mír čelili obvinění z nedržení se výběrových kritérií pro výběr kandidátů z roku 2009. Nositelka Nobelovy ceny za mír z roku 1991 Aun Schan Su Ťij byla kritizována za to, že jako neoficiální hlava vlády Myanmaru nepodnikla kroky proti genocidě muslimské menšiny Rohingů.

## Držitelé Nobelovy ceny míru

### 1901–1910
|      |  |                                       |  |                    |
| Rok  |  | Jméno                                 |  | Stát / Sídlo       |
| 1901 |  | Jean Henry Dunant                     |  | Švýcarsko          |
|      |  | Frédéric Passy                        |  | Francie            |
| 1902 |  | Élie Ducommun                         |  | Švýcarsko          |
|      |  | Charles Albert Gobat                  |  | Švýcarsko          |
| 1903 |  | William Randal Cremer                 |  | Spojené království |
| 1904 |  | Ústav pro mezinárodní právo           |  | Gent, Belgie       |
| 1905 |  | Bertha von Suttnerová                 |  | Rakousko-Uhersko   |
| 1906 |  | Theodore Roosevelt                    |  | USA                |
| 1907 |  | Ernesto Teodoro Moneta                |  | Itálie             |
|      |  | Louis Renault                         |  | Francie            |
| 1908 |  | Klas Pontus Arnoldson                 |  | Švédsko            |
|      |  | Fredrik Bajer                         |  | Dánsko             |
| 1909 |  | Auguste Beernaert                     |  | Belgie             |
|      |  | Paul Henri d'Estournelles de Constant |  | Francie            |
| 1910 |  | Stálý mezinárodní výbor míru          |  | Bern, Švýcarsko    |
|      |  |                                       |  |                    |

### 1911–1920
|      |  |                                                                                 |                                                                                 |                                                                                 |
| Rok  |  | Jméno                                                                           |                                                                                 | Stát / Sídlo                                                                    |
| 1911 |  | Tobias Michael Carel Asser                                                      |                                                                                 | Nizozemsko                                                                      |
|      |  | Alfred Hermann Fried                                                            |                                                                                 | Německo                                                                         |
| 1912 |  | Elihu Root                                                                      |                                                                                 | USA                                                                             |
| 1913 |  | Henri La Fontaine                                                               |                                                                                 | Belgie                                                                          |
| 1914 |  | (Cena neudělena, finanční část vložena do zvláštního fondu Nobelovy ceny míru.) | (Cena neudělena, finanční část vložena do zvláštního fondu Nobelovy ceny míru.) | (Cena neudělena, finanční část vložena do zvláštního fondu Nobelovy ceny míru.) |
| 1915 |  | (Cena neudělena, finanční část vložena do zvláštního fondu Nobelovy ceny míru.) | (Cena neudělena, finanční část vložena do zvláštního fondu Nobelovy ceny míru.) | (Cena neudělena, finanční část vložena do zvláštního fondu Nobelovy ceny míru.) |
| 1916 |  | (Cena neudělena, finanční část vložena do zvláštního fondu Nobelovy ceny míru.) | (Cena neudělena, finanční část vložena do zvláštního fondu Nobelovy ceny míru.) | (Cena neudělena, finanční část vložena do zvláštního fondu Nobelovy ceny míru.) |
| 1917 |  | Mezinárodní výbor Červeného kříže                                               |                                                                                 | Ženeva, Švýcarsko                                                               |
| 1918 |  | (Cena neudělena, finanční část vložena do zvláštního fondu Nobelovy ceny míru.) | (Cena neudělena, finanční část vložena do zvláštního fondu Nobelovy ceny míru.) | (Cena neudělena, finanční část vložena do zvláštního fondu Nobelovy ceny míru.) |
| 1919 |  | Woodrow Wilson                                                                  |                                                                                 | USA                                                                             |
| 1920 |  | Léon Victor Auguste Bourgeois                                                   |                                                                                 | Francie                                                                         |
|      |  |                                                                                 |                                                                                 |                                                                                 |

### 1921–1930
|      |  |                                                                                 |                                                                                 |                                                                                 |
| Rok  |  | Jméno                                                                           |                                                                                 | Stát / Sídlo                                                                    |
| 1921 |  | Hjalmar Branting                                                                |                                                                                 | Švédsko                                                                         |
|      |  | Christian Lous Lange                                                            |                                                                                 | Norsko                                                                          |
| 1922 |  | Fridtjof Nansen                                                                 |                                                                                 | Norsko                                                                          |
| 1923 |  | (Cena neudělena, finanční část vložena do zvláštního fondu Nobelovy ceny míru.) | (Cena neudělena, finanční část vložena do zvláštního fondu Nobelovy ceny míru.) | (Cena neudělena, finanční část vložena do zvláštního fondu Nobelovy ceny míru.) |
| 1924 |  | (Cena neudělena, finanční část vložena do zvláštního fondu Nobelovy ceny míru.) | (Cena neudělena, finanční část vložena do zvláštního fondu Nobelovy ceny míru.) | (Cena neudělena, finanční část vložena do zvláštního fondu Nobelovy ceny míru.) |
| 1925 |  | Austen Chamberlain                                                              |                                                                                 | Spojené království                                                              |
|      |  | Charles Gates Dawes                                                             |                                                                                 | USA                                                                             |
| 1926 |  | Aristide Briand                                                                 |                                                                                 | Francie                                                                         |
|      |  | Gustav Stresemann                                                               |                                                                                 | Německo                                                                         |
| 1927 |  | Ferdinand Buisson                                                               |                                                                                 | Francie                                                                         |
|      |  | Ludwig Quidde                                                                   |                                                                                 | Německo                                                                         |
| 1928 |  | (Cena neudělena, finanční část vložena do zvláštního fondu Nobelovy ceny míru.) | (Cena neudělena, finanční část vložena do zvláštního fondu Nobelovy ceny míru.) | (Cena neudělena, finanční část vložena do zvláštního fondu Nobelovy ceny míru.) |
| 1929 |  | Frank B. Kellogg                                                                |                                                                                 | USA                                                                             |
| 1930 |  | Nathan Söderblom                                                                |                                                                                 | Švédsko                                                                         |
|      |  |                                                                                 |                                                                                 |                                                                                 |

### 1931–1940
|      |  | | | |
| Rok  |  | Jméno | | Stát / Sídlo |
| 1931 |  | Jane Addamsová | | USA |
|      |  | Nicholas Murray Butler | | USA |
| 1932 |  | (Cena neudělena, finanční část vložena do zvláštního fondu Nobelovy ceny míru.)                                             | (Cena neudělena, finanční část vložena do zvláštního fondu Nobelovy ceny míru.)                                             | (Cena neudělena, finanční část vložena do zvláštního fondu Nobelovy ceny míru.)                                             |
| 1933 |  | Norman Angell | | Spojené království |
| 1934 |  | Arthur Henderson | | Spojené království |
| 1935 |  | Carl von Ossietzky | | Německo |
| 1936 |  | Carlos Saavedra Lamas | | Argentina |
| 1937 |  | Robert Cecil | | Spojené království |
| 1938 |  | Nansenův mezinárodní úřad pro uprchlíky                                                                                     | | Ženeva, Švýcarsko |
| 1939 |  | (Cena neudělena, finanční část vložena 1/3 do společného fondu Nobelových cen, 2/3 do zvláštního fondu Nobelovy ceny míru.) | (Cena neudělena, finanční část vložena 1/3 do společného fondu Nobelových cen, 2/3 do zvláštního fondu Nobelovy ceny míru.) | (Cena neudělena, finanční část vložena 1/3 do společného fondu Nobelových cen, 2/3 do zvláštního fondu Nobelovy ceny míru.) |
| 1940 |  | (Cena neudělena, finanční část vložena 1/3 do společného fondu Nobelových cen, 2/3 do zvláštního fondu Nobelovy ceny míru.) | (Cena neudělena, finanční část vložena 1/3 do společného fondu Nobelových cen, 2/3 do zvláštního fondu Nobelovy ceny míru.) | (Cena neudělena, finanční část vložena 1/3 do společného fondu Nobelových cen, 2/3 do zvláštního fondu Nobelovy ceny míru.) |
|      |  | | | |

### 1941–1950
|      |  | | | |
| Rok  |  | Jméno | | Stát / Sídlo |
| 1941 |  | (Cena neudělena, finanční část vložena 1/3 do společného fondu Nobelových cen, 2/3 do zvláštního fondu Nobelovy ceny míru.)                                      | (Cena neudělena, finanční část vložena 1/3 do společného fondu Nobelových cen, 2/3 do zvláštního fondu Nobelovy ceny míru.)                                      | (Cena neudělena, finanční část vložena 1/3 do společného fondu Nobelových cen, 2/3 do zvláštního fondu Nobelovy ceny míru.)                                      |
| 1942 |  | (Cena neudělena, finanční část vložena 1/3 do společného fondu Nobelových cen, 2/3 do zvláštního fondu Nobelovy ceny míru.)                                      | (Cena neudělena, finanční část vložena 1/3 do společného fondu Nobelových cen, 2/3 do zvláštního fondu Nobelovy ceny míru.)                                      | (Cena neudělena, finanční část vložena 1/3 do společného fondu Nobelových cen, 2/3 do zvláštního fondu Nobelovy ceny míru.)                                      |
| 1943 |  | (Cena neudělena, finanční část vložena 1/3 do společného fondu Nobelových cen, 2/3 do zvláštního fondu Nobelovy ceny míru.)                                      | (Cena neudělena, finanční část vložena 1/3 do společného fondu Nobelových cen, 2/3 do zvláštního fondu Nobelovy ceny míru.)                                      | (Cena neudělena, finanční část vložena 1/3 do společného fondu Nobelových cen, 2/3 do zvláštního fondu Nobelovy ceny míru.)                                      |
| 1944 |  | Mezinárodní výbor Červeného kříže | | Ženeva, Švýcarsko |
| 1945 |  | Cordell Hull | | USA |
| 1946 |  | Emily Greene Balch | | USA |
|      |  | John R. Mott | | USA |
| 1947 |  | Koncil Společnosti přátel (kvakeři) | | Londýn, Spojené království |
|      |  | Komise Americké společnosti přátel (kvakeři) | | Washington, D.C., USA |
| 1948 |  | (Cena neudělena z důvodu zavraždění Mahátmy Gándhího, finanční část vložena 1/3 do společného fondu Nobelových cen, 2/3 do zvláštního fondu Nobelovy ceny míru.) | (Cena neudělena z důvodu zavraždění Mahátmy Gándhího, finanční část vložena 1/3 do společného fondu Nobelových cen, 2/3 do zvláštního fondu Nobelovy ceny míru.) | (Cena neudělena z důvodu zavraždění Mahátmy Gándhího, finanční část vložena 1/3 do společného fondu Nobelových cen, 2/3 do zvláštního fondu Nobelovy ceny míru.) |
| 1949 |  | John Boyd Orr | | Spojené království |
| 1950 |  | Ralph Bunche | | USA |
|      |  | | | |

### 1951–1960
|      |  | | | |
| Rok  |  | Jméno | | Stát / Sídlo |
| 1951 |  | Léon Jouhaux | | Francie |
| 1952 |  | Albert Schweitzer | | Francie |
| 1953 |  | George Catlett Marshall | | USA |
| 1954 |  | Úřad Vysokého komisaře OSN pro uprchlíky                                                                                    | | Ženeva, Švýcarsko |
| 1955 |  | (Cena neudělena, finanční část vložena do zvláštního fondu Nobelovy ceny míru.)                                             | (Cena neudělena, finanční část vložena do zvláštního fondu Nobelovy ceny míru.)                                             | (Cena neudělena, finanční část vložena do zvláštního fondu Nobelovy ceny míru.)                                             |
| 1956 |  | (Cena neudělena, finanční část vložena 1/3 do společného fondu Nobelových cen, 2/3 do zvláštního fondu Nobelovy ceny míru.) | (Cena neudělena, finanční část vložena 1/3 do společného fondu Nobelových cen, 2/3 do zvláštního fondu Nobelovy ceny míru.) | (Cena neudělena, finanční část vložena 1/3 do společného fondu Nobelových cen, 2/3 do zvláštního fondu Nobelovy ceny míru.) |
| 1957 |  | Lester Bowles Pearson | | Kanada |
| 1958 |  | Georges Pire | | Belgie |
| 1959 |  | Philip Noel-Baker | | Spojené království |
| 1960 |  | Albert Lutuli | | Jihoafrická unie |
|      |  | | | |

### 1961–1970
|      |  | | | |
| Rok  |  | Jméno | | Stát / Sídlo |
| 1961 |  | Dag Hammarskjöld | | Švédsko |
| 1962 |  | Linus Carl Pauling | | USA |
| 1963 |  | Mezinárodní výbor Červeného kříže                                                                                           | | Ženeva, Švýcarsko |
|      |  | Liga společností Červeného kříže (Ligue des Sociétés de la Croix-Rouge)                                                     | | Ženeva, Švýcarsko |
| 1964 |  | Martin Luther King | | USA |
| 1965 |  | Dětský fond OSN | | New York, USA |
| 1966 |  | (Cena neudělena, finanční část vložena do zvláštního fondu Nobelovy ceny míru.)                                             | (Cena neudělena, finanční část vložena do zvláštního fondu Nobelovy ceny míru.)                                             | (Cena neudělena, finanční část vložena do zvláštního fondu Nobelovy ceny míru.)                                             |
| 1967 |  | (Cena neudělena, finanční část vložena 1/3 do společného fondu Nobelových cen, 2/3 do zvláštního fondu Nobelovy ceny míru.) | (Cena neudělena, finanční část vložena 1/3 do společného fondu Nobelových cen, 2/3 do zvláštního fondu Nobelovy ceny míru.) | (Cena neudělena, finanční část vložena 1/3 do společného fondu Nobelových cen, 2/3 do zvláštního fondu Nobelovy ceny míru.) |
| 1968 |  | René Cassin | | Francie |
| 1969 |  | Mezinárodní organizace práce                                                                                                | | Ženeva, Švýcarsko |
| 1970 |  | Norman Borlaug | | USA |
|      |  | | | |

### 1971–1980
|      |  |                                                                                 |                                                                                 |                                                                                 |
| Rok  |  | Jméno                                                                           |                                                                                 | Stát / Sídlo                                                                    |
| 1971 |  | Willy Brandt                                                                    |                                                                                 | SRN                                                                             |
| 1972 |  | (Cena neudělena, finanční část vložena do zvláštního fondu Nobelovy ceny míru.) | (Cena neudělena, finanční část vložena do zvláštního fondu Nobelovy ceny míru.) | (Cena neudělena, finanční část vložena do zvláštního fondu Nobelovy ceny míru.) |
| 1973 |  | Henry Kissinger                                                                 |                                                                                 | USA                                                                             |
|      |  | Le Duc Tho (cenu odmítl)                                                        |                                                                                 | Vietnam                                                                         |
| 1974 |  | Seán MacBride                                                                   |                                                                                 | Irsko                                                                           |
|      |  | Eisaku Sató                                                                     |                                                                                 | Japonsko                                                                        |
| 1975 |  | Andrej Dmitrijevič Sacharov                                                     |                                                                                 | SSSR                                                                            |
| 1976 |  | Betty Williamsová                                                               |                                                                                 | Spojené království                                                              |
|      |  | Mairead Maguire                                                                 |                                                                                 | Spojené království                                                              |
| 1977 |  | Amnesty International                                                           |                                                                                 | Londýn, Spojené království                                                      |
| 1978 |  | Anwar as-Sadat                                                                  |                                                                                 | Egypt                                                                           |
|      |  | Menachem Begin                                                                  |                                                                                 | Izrael                                                                          |
| 1979 |  | Matka Tereza                                                                    |                                                                                 | Indie                                                                           |
| 1980 |  | Adolfo Pérez Esquivel                                                           |                                                                                 | Argentina                                                                       |
|      |  |                                                                                 |                                                                                 |                                                                                 |

### 1981–1990
|      |  |                                                 |  |                   |
| Rok  |  | Jméno                                           |  | Stát / Sídlo      |
| 1981 |  | Úřad Vysokého komisaře OSN pro uprchlíky        |  | Ženeva, Švýcarsko |
| 1982 |  | Alva Myrdalová                                  |  | Švédsko           |
|      |  | Alfonso García Robles                           |  | Mexiko            |
| 1983 |  | Lech Wałęsa                                     |  | Polsko            |
| 1984 |  | Desmond Tutu                                    |  | JAR               |
| 1985 |  | Mezinárodní sdružení Lékaři proti jaderné válce |  | Boston, USA       |
| 1986 |  | Elie Wiesel                                     |  | USA               |
| 1987 |  | Oscar Arias Sánchez                             |  | Kostarika         |
| 1988 |  | Mírové síly OSN                                 |  | New York, USA     |
| 1989 |  | 14. dalajláma Tändzin Gjamccho                  |  | Tibet             |
| 1990 |  | Michail Sergejevič Gorbačov                     |  | SSSR              |
|      |  |                                                 |  |                   |

### 1991–2000
|      |  |                                                        |  |                            |
| Rok  |  | Jméno                                                  |  | Stát / Sídlo               |
| 1991 |  | Aun Schan Su Ťij                                       |  | Myanmar                    |
| 1992 |  | Rigoberta Menchú Tum                                   |  | Guatemala                  |
| 1993 |  | Nelson Mandela                                         |  | JAR                        |
|      |  | Frederik Willem de Klerk                               |  | JAR                        |
| 1994 |  | Jásir Arafat                                           |  | Palestinská autonomie      |
|      |  | Šimon Peres                                            |  | Izrael                     |
|      |  | Jicchak Rabin                                          |  | Izrael                     |
| 1995 |  | Józef Rotblat                                          |  | Polsko, Spojené království |
|      |  | Pugwashské konference o vědě a světových záležitostech |  | Pugwash, Kanada            |
| 1996 |  | Carlos Filipe Ximenes Belo                             |  | Východní Timor             |
|      |  | José Ramos-Horta                                       |  | Východní Timor             |
| 1997 |  | Mezinárodní kampaň za zákaz nášlapných min             |  | USA                        |
|      |  | Jody Williamsová                                       |  | USA                        |
| 1998 |  | John Hume                                              |  | Spojené království         |
|      |  | David Trimble                                          |  | Spojené království         |
| 1999 |  | Lékaři bez hranic                                      |  | Belgie                     |
| 2000 |  | Kim Te-džung                                           |  | Jižní Korea                |
|      |  |                                                        |  |                            |

### 2001–2010
|      |  |                                           |  |                 |
| Rok  |  | Jméno                                     |  | Stát / Sídlo    |
| 2001 |  | Organizace spojených národů               |  | New York, USA   |
|      |  | Kofi Annan                                |  | Ghana           |
| 2002 |  | Jimmy Carter                              |  | USA             |
| 2003 |  | Širín Ebadiová                            |  | Írán            |
| 2004 |  | Wangari Maathai                           |  | Keňa            |
| 2005 |  | Mezinárodní agentura pro atomovou energii |  | Vídeň, Rakousko |
|      |  | Mohamed El Baradei                        |  | Egypt           |
| 2006 |  | Muhammad Júnus                            |  | Bangladéš       |
| 2007 |  | Al Gore                                   |  | USA             |
|      |  | Mezivládní panel pro změnu klimatu        |  | Švýcarsko       |
| 2008 |  | Martti Ahtisaari                          |  | Finsko          |
| 2009 |  | Barack Obama                              |  | USA             |
| 2010 |  | Liou Siao-po                              |  | Čína            |
|      |  |                                           |  |                 |

### 2011–2020
|      |  |                                                |  |                                |
| Rok  |  | Jméno                                          |  | Stát / Sídlo                   |
| 2011 |  | Ellen Johnsonová-Sirleafová                    |  | Libérie                        |
| 2011 |  | Leymah Gboweeová                               |  | Libérie                        |
| 2011 |  | Tawakkul Karmánová                             |  | Jemen                          |
| 2012 |  | Evropská unie                                  |  | Brusel, Belgie                 |
| 2013 |  | Organizace pro zákaz chemických zbraní         |  | Haag, Nizozemsko               |
| 2014 |  | Kajláš Satjárthí                               |  | Indie                          |
| 2014 |  | Malála Júsufzajová                             |  | Pákistán                       |
| 2015 |  | Kvartet pro národní dialog                     |  | Tunisko                        |
| 2016 |  | Juan Manuel Santos                             |  | Kolumbie                       |
| 2017 |  | Mezinárodní kampaň za zrušení jaderných zbraní |  | Švýcarsko                      |
| 2018 |  | Denis Mukwege                                  |  | Konžská demokratická republika |
| 2018 |  | Nadja Muradová                                 |  | Irák                           |
| 2019 |  | Abiy Ahmed                                     |  | Etiopie                        |
| 2020 |  | Světový potravinový program                    |  | Řím, Itálie                    |

### Od 2021
|      |  |                           |  |              |
| Rok  |  | Jméno                     |  | Stát / Sídlo |
| 2021 |  | Maria Ressaová            |  | Filipíny     |
| 2021 |  | Dmitrij Muratov           |  | Rusko        |
| 2022 |  | Ales Bjaljacki            |  | Bělorusko    |
| 2022 |  | Memorial                  |  | Rusko        |
| 2022 |  | Centrum občanských svobod |  | Ukrajina     |
| 2023 |  | Narghís Mohammadiová      |  | Írán         |
| 2024 |  | Nihon Hidankjó            |  | Japonsko     |

## Podle zemí
Země, do kterých putovala Nobelova cena míru nejčastěji:
1. Spojené státy americké – 26
2. Spojené království – 14
3. Švýcarsko – 13
4. Francie – 9
5. Švédsko, Belgie – 5
6. Německo – 4
7. Izrael, Jihoafrická republika – 3